# 인베스트 코리아
인베스트 코리아 (Invest KOREA)는 한국의 외국인직접투자(FDI, Foreign Direct Investment) 유치 확대를 위해 KOTRA(대한무역투자진흥공사) 내에 설립된 국가투자유치기관이다. 인베스트 코리아는 외국기업을 대상으로 『투자상담 - 투자실행(외국인투자기업 설립, 투자 신고, 법률 상담 등) - 사후관리(경영 애로사항 해결 등)』 등 한국 투자 전 단계에 대한 포괄적인 서비스를 제공한다. 2018년 이후  국내 기업의 해외투자진출(Outbound FDI) 지원 기능과 해외진출 국내 기업의 국내 복귀 지원기능이 추가되는 등 한국내 FDI 관련 사항 일체를 지원하고 있다.

## 역사
1995년 8월, 법률 개정에 따라 KOTRA에 외국인 투자 유치 지원기능이 추가되었으며, KOTRA의 명칭이 대한무역진흥공사에서 대한무역투자진흥공사로 변경되었다. 1998년 4월, 한국 정부는 KOTRA를 한국의 국가투자유치전담기구로 지정하였으며, 이의 후속 조치로 1998년 7월 KOTRA내 외국인투자지원 센터(Korea Investment Support Center)가 설립됐다. 1999년 10월에는 KOTRA내 외국인투자옴부즈만 사무소를 개설되어 외국인투자 사후지원 기능을 강화했으며, 2003년 12월 외국인투자센터는 인베스트 코리아로 재출범했다.
2018년 5월부터는 국내 기업의 해외투자진출(Outbound FDI) 지원 기능이 추가되었으며, 2019년 2월에는 해외진출 국내 기업의 국내 복귀 지원기능이 추가되었다.

## 업무
인베스트 코리아는 『투자상담 - 투자실행 - 사후관리』 등 한국 투자 전단계에 대한 포괄적인 서비스를 제공한다.

### 투자 상담
- 사전 정보 조사: 투자 타당성 조사에 필요한 정보 검색 및 제공
- 투자가 물색 및 상담주선: 투자 파트너 발굴
- 전문 분야 상담: 인센티브, 법률, 회계, 조세, 입지 등 국내외 현장 상담 실시

### 투자 실행
- 투자신고 접수: 외국인투자 신고의 접수 (외투신고필증 발급)
- 투자자금 도착: 외투기업등록증 발급
- 공장부지 물색: 투자가 기호에 맞는 최적의 공장부지 물색 및 필요한 행정 서비스 지원
- 법인 설립: 법인 등기, 각종 인허가 지원
- 비자 발급: 외국인투자자(D-8), 동반가족(F-3) 등 비자 발급

### 사후 관리 서비스
- 옴부즈만: 홈닥터 지정을 통한 외투기업의 각종 애로사항 해결
- 비자 연장: 외투기업 직원의 외국인 등록 및 체류기간 연장업무 처리
- 생활 정착 지원: 외투기업 직원 및 동반가족의 편안한 국내정착을 위해 주택, 외국인 학교 등 주변생활시설 물색

글로벌 기업의 한국 투자 관련 사항 외에도 전세계 KOTRA 무역관에 소재한 한국투자기업 지원센터(27개소), M&A거점 무역관(44개소), 유턴거점 무역관(22개소)와의 협력을 통해 국내기업의 해외 진출(M&A 포함)과 해외진출 국내 기업의 국내 복귀를 지원하고 있다.

## 역대 대표(단장)
- (초대) 알란 팀블릭 단장 : 2003.12.5. ~ 2005.12.4.
- (2대) 정동수 단장 : 2006.2.16. ~ 2010.3.15.
- (3대) 안홍철 단장 : 2010.3.16. ~ 2012.3.15.
- (4대) 한기원 대표 : 2012.4.1. ~ 2015.12.31.
- (5대) 김용국 대표 : 2016.2.11. ~ 2018.8.31.
- (6대) 장상현 대표 : 2018.9.1. ~ 2023.1.18.
- (7대) 김태형 대표 : 2023.1.19. ~

## 조직도
KOTRA 본사내 소재한 Invest KOREA 본부와 전세계 20개국에 소재한 36개 투자거점무역관(전세계 128개 KOTRA 해외무역관 중 36개 무역관을 투자거점무역관으로 지정)으로 구성되어 있다. 이와 함께 KOTRA본사내 소재한 투자종합상담실, 외국인투자옴부즈만 사무소과의 협력을 통해 외국인투자위원회(Foreign Investment Committee)와 산업통상자원부가 수립한 외국인 투자관련 정부 정책을 수행한다.
- 투자기획실

투자전략팀
투자홍보팀
- 투자유치실

신산업유치팀
기간산업유치팀
서비스산업유치팀
- 해외투자 국내복귀지원실

투자 MnA팀
국내복귀지원팀

### 투자종합상담실 (ICC)
투자종합상담실(Investment Consulting Center)는 외국투자가와 외국인투자기업을 대상으로 투자 검토 및 이행 단계 지원은 물론 임직원과 가족의 한국정착을 지원하는 서비스를 제공한다. 투자종합상담실에는 회계사, 변호사, 노무사 등 민간전문가와 비자, 세제, 관세, 환경, 입지 등 관련 분야 공무원 등 20여명의 전문 인력이 근무하고 있으며, 외국투자가 대상 상담 서비스를 제공한다.

### 인베스트 코리아 플라자(IKP)
Invest KOREA Plaza(IKP)는 국내 최초의 외국인 투자가 전용 인큐베이팅 및 투자지원 시설로 동북아 비즈니스 허브인 서울에 위치하고 있다. 법률, 회계, 조세, 관세, 비자, 노무, 산업입지의 각 분야 전문가가 투자 관련 상담, 투자신고 및 고충처리 등 서비스를 지원하며 층별 비서 서비스가 제공되는 외국인 투자가 전용 사무실, 전용 비즈니스 라운지와 상담실, 영상회의실, 수면•샤워실 등의 제반시설을 제공한다.

### 외국인투자옴부즈만사무소
외국인투자옴부즈만사무소는 기 진출 외국인투자기업에 대한 밀착형 사후지원과 고충처리를 위한 기구로 지난 1999년 설립 이후 외국인투자기업의 국내 경영활동 중 발생하는 각종 애로사항을 해결해왔다. 대통령이 위촉하는 외국인투자옴부즈만은 그 산하에 금융, 회계, 법률, 산업입지, 세무, 노무 등 해당 분야의 전문위원들로 구성된 외국기업고충처리실을 관할하고 있다.

## Invest KOREA 매거진
Invest KOREA 매거진은 1983년부터 KOTRA에서 정기적으로 간행되고 있는 월간 한국투자정보지며 약 8,200명의 구독자를 대상으로 한국의 투자, 경제, 산업, 문화 관련 정보를 4개 국어(한, 영, 중, 일)로 제공하고 있다. 

## 같이 보기
- 코트라 (KOTRA)